# Болтон, Айвор
Айвор Болтон (англ. Ivor Bolton; род. 17 мая 1958, Блэкрод, Ланкашир) — британский клавесинист, оперный дирижёр.

## Биография
Закончил кембриджский Клэр-колледж и Королевский музыкальный колледж в Лондоне. С 1982 г. был тесно связан с Глайндборнским оперным фестивалем, в 1992—1997 возглавлял его гастрольную программу. В 1984 г. основал камерный оркестр «Барочные исполнители Сент-Джеймса». В 1994—1996 гг. руководил Шотландским камерным оркестром. С 2004 г. — главный дирижёр зальцбургского оркестра «Моцартеум», с которым, в частности, гастролировал в Англии в рамках фестиваля BBC Proms. Неоднократный участник Зальцбургского фестиваля, где, в частности, в 2009 дирижировал премьерой оратории Генделя «Феодора» (с участием Фрайбургского барочного оркестра).
Кроме того, на постоянной основе работает во Фрайбурге и в Мюнхене — в частности, в направлении расширения барочного оперного репертуара, особенно в части опер Георга Фридриха Генделя. В то же время среди наиболее заметных записей Болтона с оркестром Моцартеума — цикл симфоний Антона Брукнера.